# Ismerino Soares de Carvalho
Ismerino Soares de Carvalho (Urandi, 04 de novembro de 1907 – Sete Lagoas, 19 de janeiro de 1965) foi um engenheiro elétrico e político brasileiro filiado ao União Democrática Nacional.
Cursou Engenharia-Eletrônica na Universidade Federal de Minas Gerais, e se mudou para Goiânia em 1937, onde desenvolveria sua carreira política.
Foi prefeito de Goiania por 2 ocasiões: assumiu em novembro de 1945 até fevereiro de 1946. Interinamente, assumiu a prefeitura por meio da nomeação vinda de Eládio de Amorim, a segunda passagem foi de março de 1947 até novembro de 1947, agora nomeado pelo interventor estadual Jerônimo Coimbra Bueno. Entre suas funções como prefeito, foi uma das figuras em torno da construção de Goiânia. Foi quem datilografou o Código de Edificações de Goiânia, legislação responsável por permitir que donos de propriedade loteassem bairros de forma independente, o que contribuiu para um crescimento exponencial de bairros em Goiânia.